# Gus Hutchison
Augustus „Gus“ Hutchison (* 26. April 1937 in Atlanta) ist ein ehemaliger US-amerikanischer Autorennfahrer.

## Karriere
Der Amateurrennfahrer gewann 1967 die US-amerikanische Formula-B-Meisterschaft auf einem Lotus 41B. Am Ende des Jahres 1969 erwarb er den Brabham BT26, mit dem der Belgier Jacky Ickx die gesamte Formel-1-Saison bestritten hatte. Mit diesem Fahrzeug fuhr er 1970 eine komplette SCCA-Continental-Saison und nahm damit auch am Großen Preis der USA teil. Das Rennen musste er vorzeitig aufgeben, da er den für die lange Distanz montierten Zusatztank verlor.
In den frühen 1970er-Jahren fuhr Hutchison Formel-5000-Rennen mit Fahrzeugen von Lola und March und zog sich dann vom Rennsport zurück.